# Exilfångarnas sanatorium på ön Ikaria

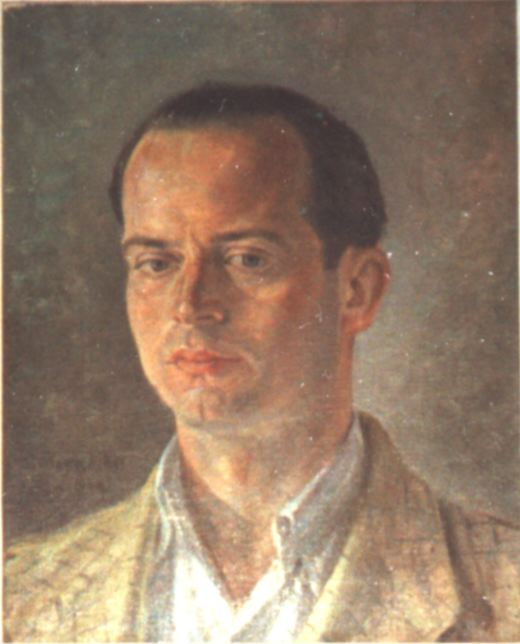
Porträtt av Dimitri Dalianis, Ikaria 1948, målad av konstnären Dimitri Megalidis, tbc-sjuk exilfånge som också tillfrisknade.

Exilfångarnas sanatorium på ön Ikaria (originaltitel 1948-1949 Το Σανατοριο εξοριστων Ικαριας är en bok av läkaren Dimitris Dalianis
som gavs ut 1999 med en andra utgåva 2012. Båda utgåvorna är på grekiska från förlagen Ella Publisher, Larissa, respektive Alfeios Books, Aten, Grekland.
Boken handlar om ett sanatorium skapat av grekiska politiska exilfångar i Grekland under grekiska inbördeskriget 1947-1949, på ön Ikaria i Egeiska havet.

## Bakgrund
I oktober 1944 var Greklands fastland  befriat från tyskar och italienare och ockupanterna hade lämnat Grekland. (Tyskarna höll ut något år till på de grekiska öarna). De greker som hade kämpat emot ockupationsmakterna var organiserade i motståndsrörelsen ELAS, som var kommunistledd, men där ett brett spektrum av greker från olika politiska schatteringar var representerade. Det fanns även andra motståndsrörelser, som EDES, som var en nationalistisk motståndsrörelse. Britter och ryssar stödde motståndsrörelsen. Det fanns också greker som stödde ockupanterna, så kallade kollaboratörer.
Partisanerna i motståndsrörelsen hade befriat större delen av Grekland när britterna intog de större städerna. Alla vara lättade och glada att kriget var slut. Den grekiska regeringen och grekiska armén återvände från Kairo i Egypten där de hade gått i exil i början av kriget för undkomma tyskarna. Ganska direkt vid återvändandet blev det stridigheter mellan ELAS och regeringen, som var stödd av britterna, bland annat i Aten, om vem egentligen skulle bestämma i Grekland. Men till slut kom man överens att demokratiska val skulle hållas.
I Varkiza strax utanför Aten höll man en konferens och kom överens att motståndsrörelsen skulle lämna in sina vapen och fria val skulle hållas, det så kallade Varkizaavtalet
, som undertecknades den 12 februari 1945. Tyvärr blev det inte så, vänsteranhängare trakasserades, arresterades och sköts eftersom regeringen tillsammans med britterna var oroliga att kommunisterna skulle vinna valet. Kommunisterna hade mycket goodwill för att ha kämpat mot tyskar och italienare. Man var också rädd att Stalin och Sovjet skulle få inflytande i Grekland. Visserligen hade man Jaltaavtalet där Churchill, Roosevelt och Stalin kommit överens att Grekland skulle höra till väst men det hjälpte inte. Ett blodigt inbördeskrig startade med partisanerna i bergen mot regeringen stödd av britterna. Det kalla kriget hade börjat.

## Ön Ikaria
Ikaria ligger 142 sjömil öster om Aten, ganska nära turkiska kusten. Ön är 225 km² stor (en femtedel av Ölands storlek) och mycket bergig men grön. Det bor cirka 8 000 personer där. Kuriosa är att den är en av de fem så kallade blåa zonerna i världen där människor blir mycket gamla. En av tre Ikariaöbor blir äldre än 90 år.
Ön fick namnet Ikaria från den mytologiska figuren Ikaros som tillsammans med sin far uppfinnaren Daidalos gjort vingar att flyga med och klistrat ihop fjädrarna med vax. Hans far varnade Ikaros att flyga för nära solen för då skulle vaxet smälta och Ikaros störta. Sonen lyssnade ej på fadern och störtade nära ön och då fick Ikaria namnet Ikaria.

## Boken Exilfångarnas sanatorium på ön Ikaria
Författaren Dimitris Dalianis arresterades, våren 1948, i Aten för olagliga vänsteraktiviteter liksom flera tusen andra anhängare till ELAS. Flera av dessa skeppades iväg i exil till avlägsna öar för lättare kunna kontrolleras och för att inte de skulle kunna ansluta sig till partisanerna i bergen som stred mot regeringen. Över 10 000 vänsteranhängare skickades i politisk exil på ön Ikaria under grekiska inbördeskriget 1947-1949.
Dimitris Dalianis skeppades i juli 1948 från Pireus med ett fartyg som hade 120-150 politiska fångar som skulle deporteras till Ikaria. De var handfängslade två och två för att de inte skulle rymma. Vakterna var beväpnade med kpistar. Plötsligt blåser det upp till en stor storm och Dimitris Dalianis blev orolig för om fartyget skulle förlisa så skulle de alla drunkna. Han noterade att handfängslet som han hade var lite för stort för handen och att om han pressade handen igenom skulle han kanske bli fri. Han lyckades med stor ansträngning och stor smärta pressa sig fri, hans hand blödde och hade mycket ont i handen. Plötsligt blev en fånge sjuk och förlorade medvetandet. Någon ropade - ”en läkare, fort”. Dimitris Dalianis sprang dit och lyckade få fången att återfå medvetandet igen. Till slut gav kaptenen order om att alla fångars handfängsel skulle öppnas, eftersom det fanns risk för att båten skulle förlisa i stormen och han ville inte ha ansvaret till att de drunknade handfängslade. Efter en dag anlände båten till hamnstaden Evdilos på ön Ikaria. Fångarna inkvarterades där för nattlogi. Efter ett par dagar fick han träffa den ansvarige för exilfångarna. Kommendanten, som var en ung advokat, sade till Dimitris Dalianis: "Jag har ett viktigt uppdrag åt dig: "Jag har hört att du har varit tuberkulosdoktor på Sotiriasjukhuset i Aten under hela ockupationen, och har mycket god kunskaper om behandling av tbc."
Det fanns många tuberkulossjuka exilfångar i dålig kondition med hög feber och blodhosta på ön. De hade isolerats i ett öde kloster som heter Panagia tou Monte (Παναγιά του Μουντέ). Vi vill inte att de skulle smitta ner de andra fångarna, öborna eller vakterna. Kommendanten var bara intresserad av isolering av de sjuka för att inte själv bli smittad, inte av behandling för att göra de sjuka fångarna friska.
Från Evdilos tog de sig till klostret först med en liten båt och sedan till fots till den näraliggande byn Raches och sedan med en mula till själva klostret. Klostret var i ett eländigt tillstånd, taket läckte, det saknades dörrar och fönster, de sjuka fångarna låg direkt på golvet och var i mycket dåligt skick. När de såg Dr. Dimitris Dalianis och fick reda på att han skulle ta hand om dem så började deras ansikten lysa av hopp. De visste att de hade blivit lämnade på klostret för att dö, och nu kanske skulle de kunna få behandling och ha en chans att överleva.
Dimitris Dalianis fick order att ta upp närvaron på alla fångarna två gånger om dagen. Myndigheterna var rädda att fångarna skulle rymma och ansluta sig till partisanerna på Ikaria eller på den näraliggande ön Samos där inbördeskriget fortfarande rasade.
Dimitris Dalianis konsulterade den lokala doktorn Dr. Tsantiri i den näraliggande byn Raches och förstod snabbt att de behövde få dit sjukvårdsutrustning och extra ransoner med mat, eftersom tbc-sjuka bland annat behövde näringsrik mat för att överleva och bli friska. Dimitris Dalianis lyckades ordna att Röda Korset att skicka kondenserad mjölk och ris till de sjuka fångarna.
Kommendanten på ön sa till Dimitris Dalianis att han skulle ta hand om de sjuka fångarna själv. Dimitris Dalianis opponerade sig att han inte kunde ta hand om 60 sjuka fångar själv. Han behövde hjälp från fler personer. Kommendanten sa att han inte kunde få det. För att få mer personal löste Dimitris Dalianis det fiffigt genom att sjukskriva flera friska fångar som han visste hade sjukvårdskunskaper, bland annat flera professionella sjukskötare och en läkarstudent, Vasilis Leoutsakos, samt några unga starka fångar som kunde hjälpa till med alla sysslor på sanatoriet som behövde göras som att hugga ved, laga mat, reparera de trasiga klostret, täta taket, laga fönster och dörrar och snickra möbler, bland annat sängar som saknades. Dimitris Dalianis visste att det var mycket riskfyllt att sjukskriva friska fångar, en läkare från Aten hade snabbt avslöjat honom och visste vilka konsekvenser det kunde få. Tortyr, avrättning eller i bästa fall satt i fängelse med ännu hårdare regim.

### Patientjournaler
Dimitris Dalianis behövde ett arkiv för att skriva upp hur behandlingen fortgick. Man behövde skriva patientjournaler men de hade inget papper att skriva på. Någon kom på iden att använda papper från cigarettaskar till att skriva journalerna på. Några få fångar hade sina röntgenbilder med sig. De fick bli en del av patientjournalerna.

### Skräckvälde
Dimitris Dalianis tog upp närvaron av fångarna, men ofta kom fångvaktarna förbi för att själva ta upp närvaron och för att plåga och misshandla fångarna. Fångvaktarna brukade slå i en klocka för att samla fångarna, men många var i så dåligt skicka att de inte kunde gå själva, och det gjorde fångvaktarna extra arga och de gav sig på dem som kunde gå, och naturligtvis personalen som tog hand om fångarna. Speciellt en av officerarna njöt av att plåga fångarna och speciellt de med hög utbildning. En av officerarna gav sig på läkaren Dimitris Dalianis med ett klubbslag samt med hotelser, svordomar och hot om att avrätta honom. Plötsligt kommer en officer in och säger "Låt mig avrätta honom". Han räddar Dalianis genom att ta undan honom, förolämpa och låtsas-slå honom. Dimitris Dalianis klarar sig, men är ganska illa tilltygad. Vasilis Leoutsakos, läkarstudenten, skriver i ett kapitel i boken att fortfarande när han hör en klocka slå, får han rysningar, för det är så förknippat med misshandel från vakterna.

### Vasilis Leoutsakos, läkarstudenten
Vasilis Leoutsakos, läkarstudenten, skriver själv ett kapitel i boken där han beskriver Dimitris Dalianis karisma och entusiasm som får alla patienter att lysa och tro att de kommer överleva sin tbc under dessa dåliga förhållanden. Vasilis Leuotsakos lär sig massor under denna tid och tack vare Dimitris Dalianis franska läkarböcker lyckas göra klar sin läkarutbildning på 16 månader när han slutligen blir frisläppt. Senare blir han professor i kirurgi i Aten.

### Behandling av tbc på sanatoriet
Förutom den hygien-dietiska behandlingen som innebar vila och näringsrik mat, så användes pneumothorax som behandling. Pneumothorax, också kallad lungkollaps, kollapsterapi eller gasbehandling av en patienternens lungor, innebar att släppa in luft i lungsäcken. Tuberkelbakterierna behövde syre för att klara sig. När man tog bort syret fick bakterierna svårt att klara sig. Lungan fick vila och patienten kunde bekämpa tbc:n. Dimitris Dalianis behövde en pneumothoraxapparat, men en sådan fanns inte att uppbringa på hela Ikaria. Dalianis lyckades smuggla ut ett brev till sin fru Mando Dalianis
, som ännu inte blivit fängslad och befann sig i Aten. Hon ordnade så att Dimitris Dalianis pneumothoraxapparat skulle skickas till ön. Tyvärr lyckades inte Mando Dalianis få apparaten skickad till Ikaria. Dimitris Dalianis använde då istället en stor spruta för att dels punktera lungsäcken på patienterna och dels suga ut var från lungsäcken. Som slang använde han hörslangen från sitt stetoskop. Situationen på sanatoriet var mycket primitiv. Det fanns inga möbler och patienterna låg direkt på golvet. Men tack vare behandlingen och den lite bättre maten blev flera patienter bättre. Mycket handlade om psykologi men också om att kunna se att det fanns hopp, som gjorde att patienterna kämpade emot tbc:n. Men plötsligt hände något mycket hemskt, sprutan gick sönder. Dimitris Dalianis blev förtvivlad, han hade inget annan spruta utom två mycket små sprutor men de gick inte att använda. Fångarna såg förtvivlan i hans ansikte och flera patienter blev sämre när de inte kunde tömmas på var. Någon kom på att använda ett vasstrå (kalami, den grekiska kraftiga, tjocka sorten, nästan som bambu) som skurits till och satts ihop för att skapa undertryck och kunna suga ut var. Det fungerade med lite svårighet och behandlingen av patienterna kunde fortsätta med framgång. Patienternas feber försvann, de slutade hosta blod och mådde bättre. Under dr. Dimitris Dalianis tid som ansvarig för sanatoriet avled inte någon av patienterna under behandlingen på sanatoriet. Av de totalt 120 behandlade patienter på sanatoriet avled endast fem patienter under behandlingen.  Dessa fem avlidna patienter finns begravna invid klostret, en av den avlidna är okänd, där står det XΕΝΟΣ, ΞΕΝΟΣ okänd eller främling på grekiska.
Dimitris Dalianis och hans personal sov inte i själva sanatoriet p.g.a. smittorisken utan i ett fristående förråd med två små rum en bit bort. Patienterna låg tillsammans i olika klosterceller i klostret, beroende i vilket stadium av tbc de hade. De som hade lite framskriden tbc låg i samma klostercell och de med allvarligare framskriden tbc-sjukdom låg i en annan klostercell, och så vidare.
Klostret låg i en mycket vacker plats men inte långt från byn Raches. Det fanns en skog nära klostret som man använde för att hugga ved och till ta virke för att reparera klostrets tak och fönster och dörrar. Men också till att snickra ihop primitiva sängar. I början låg fångarna direkt på golvet, men sedan lyckades de snickra ihop sängar med virke från den näraliggande skogen. Sängbotten av kvistar av olika tjocklek. Madrasser av ormbunkar. Lakan fanns inte, man fick använda filtar, säckar och kartonger som täcken. Nära klostret fanns också en flod där man tvättade sig och tvättade kläder. Dimitris Dalianis och hans kollegor var tvungna att organisera matlagning, bakning av bröd, transport av matvaror, allt var tvunget att göras på plats eftersom det var för långt att transportera färdig mat på mula.
Vasilis Leutsakos beskriver i sitt kapitel att han förundrade sig och blev mycket rörd av att en del patienter med bara en fungerande lunga hjälpte till att hugga och bära ved. Alla som kunde lite grand försökte hjälpa till.

### Uppvärmning av sanatoriet
På vintern blev det mycket kallt. Man hade själva lyckats täta taket, laga fönster och dörrar.
Flera av fångarna var snickare, murare och var skickliga hantverkare. De hade fått en såg och lite verktyg av byborna i den intilliggande byn Raches. Byborna hjälpte till så mycket de kunde fast det var farligt att göra det. Men fångarna hjälpte till med det de kunde. Man hade ingen bra uppvärmningsanordning någon kom på att använda konservburkarna som hade blivit över från den konserverade mjölken. Normalt värmde man upp konserverna direkt på öppen eld för att få varm mjölk. Men värmen från elden fick konservburkarna fogar som var gjorda av tenn att smälta, detta gjorde att man kunde banka ut burkarna till platta stycken som var 15-20 cm stora. Sedan böjde man till kanterna så att den kunde haka i nästa stycke. En stor sax användes också för att klippa till metallstyckena,  och då fick man något som liknade en hink som var öppen upptill. Själva kaminen och fogarna tätades med lera. På det öppna hålet upptill lade man en aluminiumtallrik som man kunde värma en soppa eller lite örtte. Kaminen värmde utmärkt på vintern.

### Musikinstrument
Vidare beskrivs i boken tillverkningen av olika musikinstrument, en gitarr, en balalajka och en mandolin. Spelande på dessa instrument tillsammans med sång höll modet uppe på exilfångarna.

## Efterspel
Dimitri Dalianis hedrades 1964 med Grekiska Röda Korsmedaljen för sina insatser i den grekiska motståndsrörelsen under ockupationen av Grekland under andra världskriget och av Atens Läkareförbund 1983.